# Pennantit
Pennantit (IMA-Symbol Pnn) ist ein selten vorkommendes Mineral aus der Mineralklasse der „Silikate und Germanate“ mit der idealisierten chemischen Zusammensetzung Mn2+5Al[(OH)8|AlSi3O10] und damit chemisch gesehen ein Mangan-Aluminium-Alumosilikat. Strukturell gehört Pennantit zu den Schichtsilikaten.
Pennantit kristallisiert im monoklinen Kristallsystem und entwickelt lamellare bis flockenähnliche Kristalle bis etwa 0,5 mm Größe, die gelegentlich zu rosettenförmigen Mineral-Aggregaten zusammentreten. Oft findet sich Pennantit aber auch in Form von körnigen bis blockigen Massen. Das durchscheinende bis fast undurchsichtige Mineral kann je nach Fremdbeimengungen von orangebrauner, rötlichbrauner bis brauner, dunkelroter oder dunkelgrüner bis schwarzer Farbe sein. Seine Strichfarbe ist allerdings immer bräunlichgelb bis rotbraun.

## Etymologie und Geschichte

Thomas Pennant, um 1823

Erstmals entdeckt wurde Pennantit in der Manganerz-Grube Benallt bei Rhiw in der Community Aberdaron im walisischen County Gwynedd (Vereinigtes Königreich). Die Analyse und Erstbeschreibung erfolgte durch Walter Campbell Smith, Frederick Allen Bannister und Max Hutchinson Hey, die das Mineral nach dem aus Wales stammenden, britischen Naturwissenschaftler und Altertumsforscher Thomas Pennant (1726–1798) benannten.
Das Typmaterial des Minerals wird im Natural History Museum (NHM) in London unter den Inventarnummern  BM 1947,295 und BM 1947,296, im National Museum of Natural History (NMNH) in Washington, D.C. unter der Inventarnummer 105855 und im Muséum national d’histoire naturelle (MHN) in Paris (MHN; Inventarnummer unbekannt) aufbewahrt.
Da der Pennantit bereits lange vor der Gründung der International Mineralogical Association (IMA) bekannt und als eigenständige Mineralart anerkannt war, wurde dies von ihrer Commission on New Minerals, Nomenclature and Classification (CNMNC) übernommen und bezeichnet den Pennantit als sogenanntes „grandfathered“ (G) Mineral. Die seit 2021 ebenfalls von der IMA/CNMNC anerkannte Kurzbezeichnung (auch Mineral-Symbol) von Pennantit lautet „Pnn“.

## Klassifikation
Bereits in der letztmalig 1977 überarbeiteten 8. Auflage der Mineralsystematik nach Strunz gehörte der Pennantit zur Mineralklasse der „Silikate“ und dort zur Abteilung „Schichtsilikate (Phyllosilikate)“. Hier steht er zusammen mit Gonyerit im Anhang der „Reihe der Ferro-Ferri-Chlorite (Leptochlorite)“ mit der Systemnummer VIII/E.09d und den Hauptmitgliedern Chamosit, Delessit (auch Hallit) und Thuringit (letztere sind inzwischen als Varietäten diskreditiert).
In der zuletzt 2018 überarbeiteten Lapis-Systematik nach Stefan Weiß, die formal auf der alten Systematik von Karl Hugo Strunz in der 8. Auflage basiert, erhielt das Mineral die System- und Mineralnummer VIII/H.23-060. Dies entspricht ebenfalls der Abteilung „Schichtsilikate“, wo Pennantit zusammen mit Baileychlor, Borocookeit, Chamosit, Cookeit, Donbassit, Franklinfurnaceit, Gonyerit, Jadarit, Klinochlor, Manandonit, Nimit und Sudoit die „Chloritgruppe“ mit der Systemnummer VIII/H.23 bildet.
Die von der International Mineralogical Association (IMA) zuletzt 2009 aktualisierte 9. Auflage der Strunz’schen Mineralsystematik ordnet den Pennantit in die erweiterte Klasse der „Silikate und Germanate“, dort aber ebenfalls in die Abteilung der „Schichtsilikate“ ein. Diese ist allerdings weiter unterteilt nach der Struktur der Silikatschichten, so dass das Mineral entsprechend seiner Zusammensetzung in der Unterabteilung „Schichtsilikate (Phyllosilikate) mit Glimmertafeln, zusammengesetzt aus tetraedrischen und oktaedrischen Netzen“ zu finden ist, wo es zusammen mit Baileychlor, Borocookeit, Chamosit, Cookeit, Donbassit, Franklinfurnaceit, Glagolevit, Gonyerit, Klinochlor, Nimit, Odinit, Orthochamosit (diskreditiert) und Sudoit die „Chloritgruppe“ mit der Systemnummer 9.EC.55 bildet.
In der vorwiegend im englischen Sprachraum gebräuchlichen Systematik der Minerale nach Dana hat Pennantit die System- und Mineralnummer 71.04.01.08. Auch dies entspricht der Klasse der „Silikate“ und dort der Abteilung „Schichtsilikatminerale“, wo das Mineral zusammen mit Baileychlor, Borocookeit, Chamosit, Cookeit, Donbassit, Klinochlor, Nimit, Orthochamosit (diskreditiert) und Sudoit in der „Chloritgruppe (Tri-Dioktaedrisch)“ mit der Systemnummer 71.04.01 innerhalb der Unterabteilung „Schichtsilikate: Schichten von sechsgliedrigen Ringen, abwechselnd 1:1, 2:1 und oktaedrisch“ zu finden ist.

## Kristallstruktur
Pennantit besteht aus zwei polytypen Schichtstrukturen, die beide in monokliner Symmetrie mit den durchschnittlichen Gitterparametern a = 5,45 Å; b = 9,50 Å; c = 14,40 Å und β = 97,3° sowie zwei Formeleinheiten pro Elementarzelle  kristallisieren.

## Bildung und Fundorte
Pennantit bildet sich durch hydrothermale Umwandlung anderer Manganminerale in Manganlagerstätten und Erz-Gängen. Als Begleitminerale können unter anderem Analcim, Banalsit, Baryt, Datolith, Friedelit, Ganophyllit, verschiedene Granate, Hancockit, Kellyit, Klinoedrit, Kutnohorit, Paragonit, Prehnit, Pyrophanit, Roeblingit und Willemit auftreten.
Als seltene Mineralbildung konnte Pennantit nur an wenigen Orten nachgewiesen werden, wobei weltweit bisher rund 30 Vorkommen dokumentiert sind (Stand 2025). Seine Typlokalität Benallt Mine bei Rhiw ist dabei der bisher einzige bekannte Fundort im Vereinigten Königreich.
Der ebenfalls bisher einzige Fundort in Deutschland ist ein Aufschluss mit Skarnen im Südwesten von Geyer im Erzgebirgskreis in Sachsen. Auch in der Schweiz trat Pennantit bisher nur bei Pipjitälli nahe dem Pipjigletscher im Turtmanntal im Kanton Wallis auf.
In Österreich konnte das Mineral am Friedlkogel (auch Friedelkogel oder Heinzlkogel) und Kaskogel nahe Veitsch in der Steiermark sowie an der Kirchdachspitze und am Navisbach im Bezirk Innsbruck-Land in Tirol entdeckt werden.
Weitere Fundorte liegen unter anderem bei Iron Knob in Australien, Varnavas (Attika) in Griechenland, im Val Graveglia nahe Ne (Ligurien) und nahe Salbertrand (Piemont) in Italien, die Manganerzgrube Kaso bei Kanuma auf der japanischen Insel Honshū, in den Eisen-Mangan-Lagerstätten Ushkatyn bei Qaraschal (Karazhal) im Gebiet Ulytau in Kasachstan, bei Răzoare nahe Târgu Lăpuș im Kreis Maramureș in Rumänien, im Erzrevier Askis im gleichnamigen Rajon der Republik Chakassien im russischen Föderationskreis Sibirien, in der Kupfergrube Messina bei Musina in der südafrikanischen Provinz Limpopo, in den Gruben von Långban und Harstigen in der Gemeinde Filipstad (Värmland) in Schweden sowie einzelne Fundstätten in verschiedenen Staaten der USA.